# Аштиани, Эбрахим
Эбрахим Аштиани (перс. ابراهیم اشتیانی‎; 4 января 1942, Тегеран — 24 октября 2017, Тегеран) — иранский футболист, играл на позиции защитника. Обладатель Кубка Азии 1972 года.

## Биография

### Игровая карьера
Аштиани всю карьеру играл в Иране за «Шахин», «Пайкан» и «Персеполис».
В составе сборной Ирана Аштиани выиграл Кубок Азии 1972 года. Принимал участие на олимпийском футбольном турнире 1972 года, где сыграл в трёх матчах группового этапа со сборными Венгрии (1:5), Дании (0:4) и Бразилии (1:0), но иранцы не прошли в следующий раунд. Всего за сборную Ирана сыграл 35 матчей и забил 1 гол.

### Смерть
Скончался 24 октября 2014 года в Тегеране в возрасте 75 лет.

## Достижения
«Персеполис»
- Чемпион Ирана (3) : 1971/72, 1973/74, 1975/76

 Иран
- Обладатель Кубка Азии (1) : 1972